# Trilochan Shastri

Trilochan Shastri (rechts im Bild) mit einem Studenten

Trilochan Shastri (Hindi: त्रिलोचन शास्त्री, Trilocan Śāstrī; * 20. August 1917 in Sultanpur, Uttar Pradesh; † 9. Dezember 2007 in Neu-Delhi) war hindisprachiger indischer Dichter, Schriftsteller und politischer Aktivist.
 
Seine bekanntesten Werke sind die Gedichtsammlungen Jeene ki Kala, Dingat und Dharti. Er schrieb außerdem eine Sammlung von Geschichten mit dem Titel Deshkal.
Er erhielt 1982 den Sahitya Akademi Award und 1989 und 1990 den Shalaka Puraskaar.
Seit dem indischen Unabhängigkeitskampf war Trilochan Shastri politisch aktiv, so war er zeitweise Vorsitzender der Jan Sanskriti Manch (JSM), der Kulturorganisation der CPI(ML) Liberation, mit welcher er sympathisierte sowie ein Unterstützer der Bauern- und Landlosenbewegung in Indien.